# سيغفريد غروسمان
سيغفريد غروسمان (بالألمانية: Siegfried Großmann)‏ هو فيزيائي وأستاذ جامعي ألماني، ولد في 28 فبراير 1930 في Severnaya Gora ‏ في روسيا.